# 2008年夏季奥林匹克运动会开曼群岛代表团
2008年夏季奥林匹克运动会開曼群島代表团参加2008年8月8日至24日在中国北京主办的第29届夏季奥运。代表团派出的男選手參加男子110米欄，在四分之一決賽中排名第五。代表團派出的女選手參加女子200米並在決賽中排名第八。